# Rekinarium

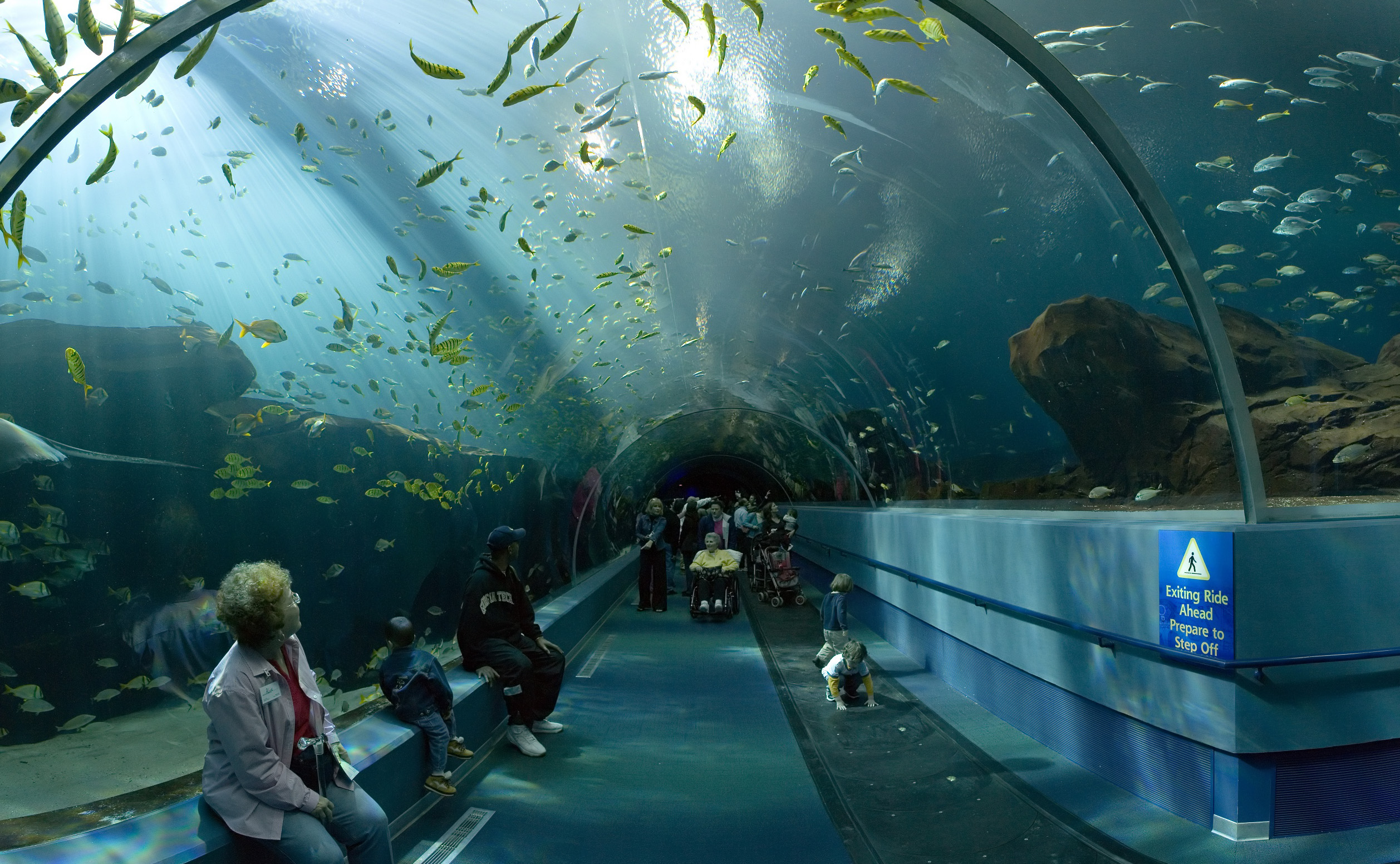
Rekinarium w formie tunelu w Georgia Aquarium (USA)

Rekin wielorybi w Georgia Aquarium (USA)

Rekinarium – część obiektu akwarium, w którym hodowane i demonstrowane są rekiny. Jeszcze niedawno uważano, że organizmy ze strefy bentonicznej (np. rekinkowate) nie są zdolne do przetrwania w sztucznych warunkach akwarium. W 2004 w Monterey Bay Aquarium przetrzymywano rekina przez 198 dni, po czym go wypuszczono na wolność.

## Lista rekinariów w formie tunelu
| Nazwa akwarium                   | Lokalizacja                      | Długość tunelu | Głębokość tunelu | Wielkość zbiornika |
| -------------------------------- | -------------------------------- | -------------- | ---------------- | ------------------ |
| Adventure Aquarium               | Camden, New Jersey, USA          | 40 ft          | 9 ft             | 550000 gal         |
| Aquarium of the Bay              | San Francisco, Kalifornia, USA   | 300 ft         | ?                | 700000 gal         |
| Deep Sea World                   | North Queensferry, Fife, Szkocja | 112 m          | ?                | 1000000 impgal     |
| Downtown Aquarium w Denver       | Denver, Kolorado, USA            | ?              | ?                | ?                  |
| Downtown Aquarium w Houston      | Houston, Teksas, USA             | ?              | ?                | ?                  |
| Georgia Aquarium                 | Atlanta, Georgia, USA            | 100 ft         | ?                | 6200000 gal        |
| Henry Doorly Zoo                 | Omaha, Nebraska, USA             | 70 ft          | 17 ft            | 900000 gal         |
| Kelly Tarlton's Underwater World | Auckland, Nowa Zelandia          | 72 ft          | 8 ft             | 400000 gal         |
| Aquaria KLCC                     | Kuala Lumpur, Malezja            | ?              | ?                | ?                  |
| Aquarium Barcelona               | Barcelona, Hiszpania             | 262 ft         | 16,4 ft          | 1190000 gal        |
| Newport Aquarium                 | Newport, Kentucky, USA           | 85 ft          | 13 ft            | 380000 gal         |
| Ocean Park                       | Hongkong, Chiny                  | ?              | ?                | ?                  |
| Oklahoma Aquarium                | Jenks, Oklahoma, USA             | 90 ft          | 12-14 ft         | 500000 gal         |
| Oregon Coast Aquarium            | Newport, Oregon, USA             | ?              | ?                | ?                  |
| Parc Aquarium du Québec          | Québec, Kanada                   | ?              | ?                | ?                  |
| SeaWorld Orlando                 | Orlando, Floryda, USA            | 60 ft          | ?                | ?                  |
| SeaWorld San Diego               | San Diego, Kalifornia, USA       | 57 ft          | ?                | 280000 gal         |
| Shark Reef at Mandalay Bay       | Las Vegas, Nevada, USA           | ?              | ?                | ?                  |
| Sydney Aquarium                  | Sydney, Australia                | ?              | ?                | ?                  |
| Turkuazoo                        | Stambuł, Turcja                  | 262 ft         | ?                | ?                  |
| Underwater World                 | Sentosa, Singapur                | ?              | ?                | ?                  |
| Vinpearl Underwater World        | Nha Trang, Wietnam               | ?              | ?                | ?                  |